# 1st Ktah Khas

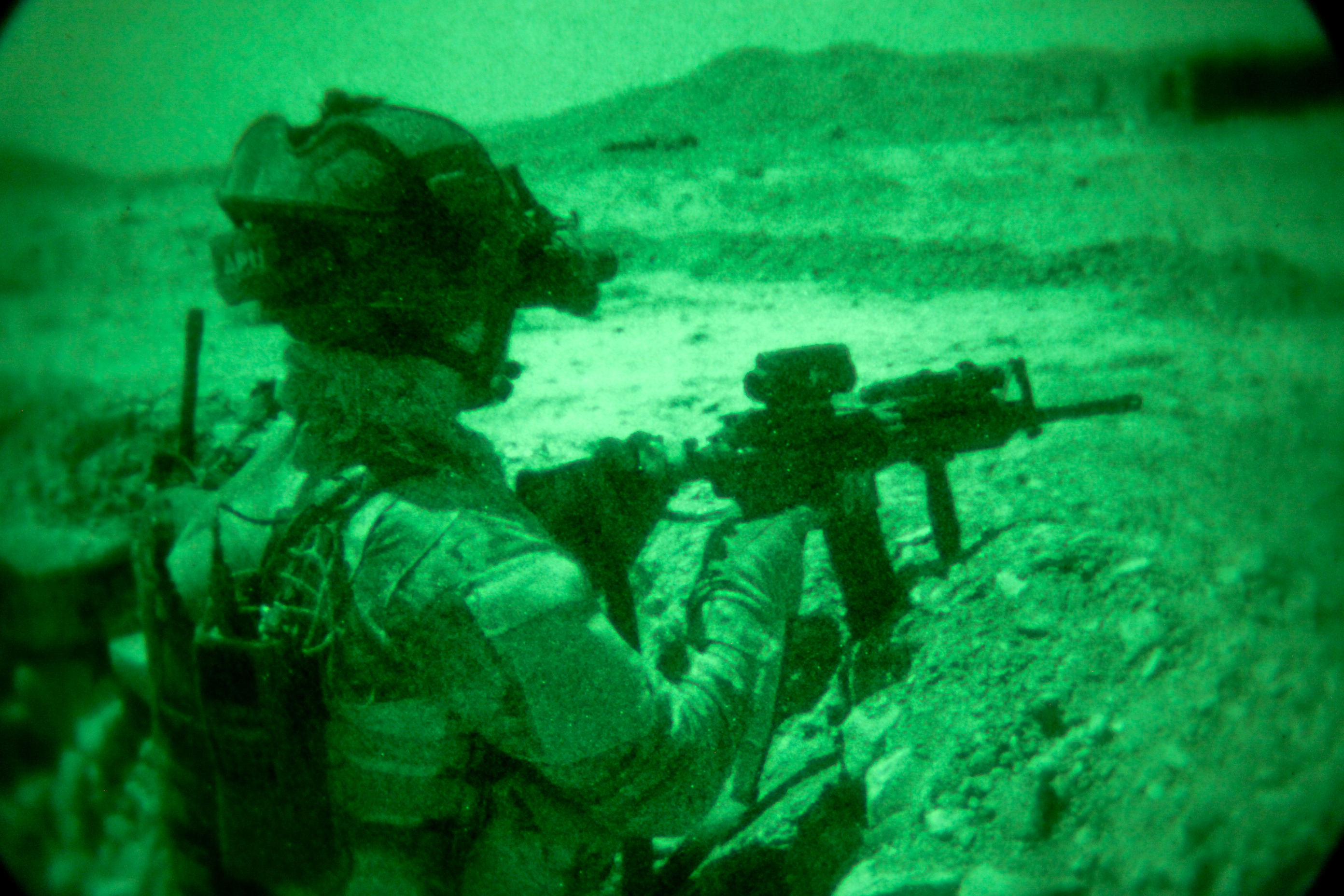
Ktah Khas während einem Einsatz gegen die Taliban

Die 1st Ktah Khas war eine Spezialeinheit, organisiert als Bataillon, der damaligen Afghanischen Nationalarmee. Die Einheit wird auch als Afghan Special Security Forces, Afghan Special Unit, Kteh Khas, Ktah Khas Unit, Qeta-ye Khas oder abgekürzt KKA bezeichnet. Ktah Khas bedeutet so viel wie erfolgreich berühren. Gegründet wurde sie 2009 mit Hilfe des 75th Ranger Regiments, um bei Einsätzen gegen Terroristen die amerikanischen Soldaten zu unterstützen. Bekannt wurde die Einheit erst 2013 und hatte damals eine Stärke von 1300 Soldaten. Davor wurde vom amerikanischen Militär die generelle Bezeichnung Afghan Partner Unit oder APU verwendet, um den Namen der Einheit nicht zu veröffentlichen.
Im Jahr 2015 war die Einheit folgendermaßen organisiert: drei Einsatzkompanien, eine Aufklärungskompanie, eine Ausbildungskompanie, eine FET-Kompanie aus Frauen und weitere Unterstützungs- oder Logistikeinheiten. Im Jahr 2018 hatte die Einheit zusätzlich noch eine Pionierkompanie.
Trainiert wurden die Ktah Khas von der Ktah Khas Special Operations Advisory Group, welche Teil der Special Operations Joint Task Force-Afghanistan / NATO Special Operations Component Command-Afghanistan ist. Auch das Unternehmen Raytheon bildet die Soldaten aus.
Im Jahr 2017 war die Einheit der National Mission Brigade unterstellt. Auch im 2020 waren die Ktah Khas immer noch Teil der NMB.
Während andere afghanische Spezialeinheiten nur Direct-Action Operationen durchführe, sind die Khat Khas auch in der Lage hochgefährliche Einsätze durchzuführen. Ob sie diese Fähigkeit jedoch im Verlauf der Zeit behalten haben, ist nicht ganz klar, da es Berichte gibt, die besagen, dass die Ktah Khas nun genau gleich aufgestellt sind wie die restlichen Spezialeinheiten. Auch sollen sich die Einheiten in der Uniform unterscheiden. Ktah Khas haben ein sandfarbiges Barett während andere Spezialeinheiten ein rotes Barett haben.
Viele Soldaten sind nach der Eroberung Afghanistans durch die Taliban bedroht. Diese Soldaten können nicht auf Visa für die USA hoffen, weil sie für die afghanische Armee gearbeitet haben. Trotzdem sind 39 Frauen des Female Tactical Platoons jedoch in den USA. 150 Ktah Khas haben auch versucht für die Ukraine im Krieg gegen Russland zu kämpfen, wurden aber abgewiesen wegen Befürchtungen, dass über Afghanistan russische Spione einsickern könnten.